# Not a Drum Was Heard
Pour plus de détails, voir Fiche technique et Distribution.
Not a Drum Was Heard est un film muet américain réalisé par William A. Wellman et sorti en 1924.

## Synopsis
Jack Mills et son ami Bud Loupel sont tous deux amoureux de Jean Ross. Jean accepte d'épouser Bud, et Jack décide de s'effacer pour préserver le bonheur de Jean. Le couple s'installe dans une humble demeure, mais est très vite rattrapé par une hypothèque que leur présente le banquier Rand…

## Fiche technique
- Réalisation : William A. Wellman
- Scénario : Doty Hobart, d'après une histoire de Ben Ames Williams
- Chef-opérateur : Joseph H. August
- Montage : Harry Marker
- Production : William Fox
- Date de sortie :
  - États-Unis :27 janvier 1924

## Distribution
- Buck Jones : Jack Mills
- Betty Bouton : Jean Ross
- Frank Campeau : Rand
- Rhody Hathaway : James Ross
- Al Fremont : le shérif
- William Scott : Bud Loupel
- Mickey McBan : Jack Loupel Jr.